# Guglielmo I (vescovo di Torino)
Guglielmo I di Torino (... – Torino, 873) è stato un vescovo italiano.

## Biografia
Guglielmo I fu vescovo di Torino dall'840 all'873.
Di lui si ignorano altre notizie riguardo al suo periodo di reggenza della Chiesa torinese, pur lungo, anche se alcuni studiosi come l'Ughelli ritennero che prima di lui sia stato eletto un vescovo con il nome di Witgario ma tale ipotesi, sulla base degli studi dei bollandisti e di Mabillon, sembrerebbe oggi infondata. 
Morì a Torino nell'873.